# Dictyonematomyces
Dictyonematomyces is een monotypisch geslacht van schimmels behorend tot de familie Hygrophoraceae. Het geslacht bevat alleen Dictyonematomyces sericei.